# Evanescence EP
Evanescence EP e първото EP на музикалната група Evanescence. Пуснато е в продажба от Ейми Лий и Бен Муди по време на концерт през 1998 г. Дискът има четири черни букви Е отпечатани върху него и някои копия са подписани от Лий и Муди. Издадени са само 100 копия. Върху обложката е изобразена скулптурата на Ангел на скръбта на Уилям Уетмор Стори.

## Списък с песните
1. Where Will You Go (EP версия) – 3:55
2. Solitude – 5:46
3. Imaginary (EP версия) – 4:01
4. Exodus – 3:04
5. So Close – 4:30
6. Understanding – 7:22
7. The End – 1:59